# SN 2009ig
SN 2009ig – supernowa typu Ia odkryta 20 sierpnia 2009 roku w galaktyce NGC 1015. W momencie odkrycia miała maksymalną jasność 17,50m.